# Митреичи
 Митреичи  — деревня в Яранском районе Кировской области в составе Кугушергского сельского поселения.

## География
Расположена на расстоянии примерно 10 км по прямой на юго-запад от города Яранск.

## История
Известна с 1873 года как выселок Митричи деревни Молдва (в которой всего было 31 двор и 225 жителей), в 1905 здесь (починок Митреичи) дворов 22 и жителей 117, в 1926 (деревня Митреичи) 25 и 1117 (все мари), в 1950 18 и 57, в 1989 был 1 постоянный житель. Ныне имеет дачный характер.

## Население
Постоянное население составляло 0 человек в 2002 году, 1 в 2010.